# كيسة غروانية

صور بالأشعة المقطعية لكيسة غروانية بحجم 1سم.

الكيسة الغروانية هي عبارة عن كيسة موجودة في الدماغ تحتوي على مادة جيلاتينية .تقع مباشرة خلف ثقبة مونرو في الجانب الأمامي من البطين الثالث حيث تنشأ من سقيفة البطين. نتيجة لمكان الكيسة فإنها من الممكن أن تسبب استسقاء الرأس الغير متصل وارتفاع في ضغط الدم داخل الدماغ. تمثل الكيسات الغروانية نسبة 0.5-1% من الأورام داخل القحف.
تشمل الأعراض: الصداع، الدوار، ازدواج الرؤية، فقدان الذاكرة، الاضطرابات السلوكية في الحالات القصوى، والموت المفاجئ. 
تقطع الأعراض مميز جداً لهذا المرض.

## تشخيص الكيسة الغروانية
من الممكن تشخيص الكيسات الغروانية من الأعراض الموجودة ولكنها ستتطلب اختبارات إضافية لأن أعراضها تتشابه مع تلك الخاصة بأمراض أخرى. التصوير بالرنين المغناطيسي والأشعة المقطعية يستخدمان لتأكيد التشخيص.

## احتياج الكيسة الغروانية للجراحة
تظهر أعراض الكيسات الغروانية التي تنشأ من البطين الثالث عندما تكبر في الحجم بسرعة، مسببة انسداد مسار السائل الشوكي، تضخم البطين، وارتفاع في ضغط الدم داخل القحف. بعض الكيسات تنمو تدريجياً مما يسمح للمريض بالتكيف مع هذه الكتلة المتضخمة بدون أي اضطراب لتدفق السائل الشوكي، ويظل المريض بدون ظهور أي أعراض عليه. في حال إذا ما توقفت الكيسة عن النمو يظل المريض في حالة سكون بين إنتاج امتصاص السائل الشوكي وقد لا يحتاج لأي تدخل جراحي عصبي.

## استئصال الكيسة الغروانية
أوضحت العديد من الدراسات كيفية إزالة الكيسات الغروانية. إحداها هي الاستئصال باستخدام المنظار الجراحي. يتم ادخال المنظار من فتحة صغيرة ويمر باتجاه الورم عن طريق البطين. يتم اصابة الورم بتيار كهربائي، ثم يتم ازالة محتوى الكيسة يليها إزالة جدار الكيسة. بعدها يتم استخدام التيار الكهربي في قتل الأجزاء المتبقية من الكيسة. تستغرق العملية بأكلمها شاملة اغلاق الشق الجراحي وازالة المنظار حوالي من 45 دقيقة لساعة. يمكن للمريض مغادرة المستشفى في خلال يوم أو يومين.

## وصلات خارجية
- Images of Colloid Cyst صور لكيسات غروانية.
- UCLA Neurosurgery: Colloid cysts (with video of removal procedure)
- Hamlat، A.؛ Casallo-Quiliano، C.؛ Saikali، S.؛ Adn، M.؛ Brassier، G. (2004). "Huge colloid cyst: Case report and review of unusual forms". Acta Neurochirurgica. ج. 146 ع. 4: 397–401, discussion 401. DOI:10.1007/s00701-004-0221-8. PMID:15057535.
- Beems، Tjemme؛ Menovsky، Tomas؛ Lammens، M. (2006). "Hemorrhagic colloid cyst". Surgical Neurology. ج. 65 ع. 1: 84–6. DOI:10.1016/j.surneu.2005.03.034. PMID:16378869.
- Spears، Roderick C. (2004). "Colloid cyst headache". Current Pain and Headache Reports. ج. 8 ع. 4: 297–300. DOI:10.1007/s11916-004-0011-2. PMID:15228889.
- L.A. Benoiton, J. Correia, A.S. Kamat, A. Wickremesekera, Familial colloid cyst, Journal of Clinical Neuroscience, Volume 21, Issue 3, March 2014, Pages 533-535, ISSN 0967-5868, http://dx.doi.org/10.1016/j.jocn.2013.08.012.

قالب:بوابة علوم عصبية
قالب:بوابة طب